# Wojciech Daniel
Wojciech Daniel (ur. 26 września 1953) – polski polityk, przedsiębiorca i fizyk, doktor nauk fizycznych, były wojewoda toruński.

## Życiorys
Ukończył studia z zakresu fizyki na Uniwersytecie Mikołaja Kopernika w Toruniu, uzyskał następnie stopień naukowy doktora. Specjalizował się w zakresie fizyki teoretycznej. W trakcie studiów przez rok kierował radą uczelnianą Socjalistycznego Związku Studentów Polskich. W latach 1977–1993 był pracownikiem naukowym na UMK, pracował też na Uniwersytecie Genewskim. Prowadził własną działalność gospodarczą w zakresie doradztwa, pełnił funkcję rzecznika Najwyższej Izby Kontroli.
W latach 90. był członkiem Porozumienia Centrum. W wyborach parlamentarnych w 1993 otwierał toruńską listę okręgową tej partii. Od 1997 do 1998 z rekomendacji Akcji Wyborczej Solidarność zajmował stanowisko wojewody toruńskiego, ostatniego w historii tego województwa. Później wycofał się z polityki, pracował jako konsultant Banku Światowego, zajmował się ponownie doradztwem. W marcu 2008 wszedł do zarządu Toruńskiej Agencji Rozwoju Regionalnego.